# Искитимский шиферный завод
Искитимский шиферный завод (ранее — Чернореченский завод асбестоцементных изделий) — предприятие, созданное в 1966 году в Искитиме (Новосибирская область) на базе шиферного цеха Чернореченского цементного завода.

## История

### В составе Чернореченского цементного завода
В 1954 году институтом «Южгипроцемент» был утверждён проект Чернореченского завода асбестоцементных изделий, который должен был разместиться на участке, граничащем с юга, севера и запада с Чернореченским цементным заводом.
Начальный проект главного заводского корпуса предусматривал организацию в нём асботрубного цеха, в котором должны были разместиться машины производительностью до 1815 км труб в год и два шиферных агрегата, способных производить 55 млн условных плиток ежегодно. В 1955 году Новосибирское отделение института «Гипроцемент» выполнило по утверждённому проектному заданию чертежи главного корпуса. Однако в 1958 году в проект были внесены изменения, согласно которым предполагалось установить четыре листоформовочные машины, а в главном цеху разместить лишь цех для производства шифера. Затем последовала очередная проектная корректировка в соответствии с которой число листоформовочных машин увеличивалось до шести (165 млн у. п. в год). Также по проекту должны были появиться цеха для обслуживания нового предприятия: ремонтно-механический, ремонтно-строительный и электроснабжения. В этом же году началось строительство. Согласно решению Новосибирского совета народного хозяйства ввод в эксплуатацию шиферного цеха предусматривал два этапа: к третьему кварталу 1966 года был запланирован запуск двух линий общей годовой производительностью в 55 млн условных плиток, к 1961 году — ещё четыре линии предположительной мощностью 110 млн условных плиток в год. Генподрядчиком для возведения шиферного цеха был выбран Искитимский строительный трест, а субпрдрядные организации «Сибэлектромонтаж» и «Востоктехмонтаж» провели электромонтажные работы, проложили крановые пути и установили вспомогательное и основное оборудование.
Вместе с возведением цеха началось создание рабочего коллектива. Принятые в 1960 году 100 человек оказывали помощь строителям. Для запуска первых линий были приглашены машинисты листоформовочных установок Яшкинского цементно-шиферного предприятия А. М. Федик и Н. А. Конев.
К октябрю 1961 года были смонтированы первая и третья технологические линии, а 16 октября введена первая очередь шиферного цеха из трёх линий с потенциальной производительностью 82,5 млн условных единиц продукции в год. В 1963 году были запущены четвёртая и пятая линии, в 1964 — шестая.
В 1964 году на первой технологической линии был установлен беспрокладочный конвейер, который, впрочем, некоторое время не был настроен, из-за чего волнирование шиферных плит приходилось делать вручную. В этом же году работниками шиферного цеха была организована забастовка из-за низкой заработной платы, после чего последовали снятия с должностей начальника ОТК, начальника шиферного цеха и заместителя главного инженера цементного завода. В итоге работа стала более эффективной, план по производству стал выполняться чаще.
Затем было принято решение о разделении шиферного цеха на два. Со временем производство реконструировалось, кроме того, удалось полностью избавиться от ручной работы.

### Образование завода
1 июля 1966 года приказом Министерства промышленности строительных материалов СССР шиферный цех Чернореченского цементного завода был преобразован в Чернореченский завод асбестоцементных изделий. Директором завода был назначен Павел Петрович Сенников.
В 1967 году была закончена перестройка насосно-фильтровальной станции, переданной предприятию вместе со зданием профилактория, которое заняло заводоуправление, помещением столярной мастерской и автомобилем «МАЗ».
В 1972 году введена в эксплуатацию пристройка для работников управления.
В 1975 году администрация завода ввела для работников к периоду отпусков дополнительную плату, однако воспользоваться льготами удалось не всем, так как во время общезаводской профсоюзной конференции директор завода попросил отказаться от доплат для высвобождения денежных средств на постройку столовой. Большинство проголосовало за предложение руководителя. В результате за восемь месяцев было возведено двухэтажное здание, на первом этаже которого был организован общепит, а на втором — учебный пункт, отдел технического контроля, лаборатория и красный уголок.
Велось и строительство жилья для рабочих. В 1973 году на улице Пушкина был введён 56-квартирный дом, первый этаж которого заняли ЗАГС, кафе «Молодёжное» и магазин полуфабрикатов. А в 1975 году открыли детский сад «Орлёнок» (140 мест). В июле 1978 года был заселён 90-квартирный дом в Центральном микрорайоне Искитима, в 1983 году — 60 квартирный дом на Черепановской улице, 15а. В декабре 1983 года началась постройка 216-квартирного девятиэтиэтажного дома в районе Путепровода.
В начале 1970-х годов завод достиг мощности в 200 млн условных единиц продукции за год, однако в 1977 году его производительность пошла на спад в связи с недостаточными поставками сырья с комбинатов «Ураласбест», «Кустанайасбест» и «Туваасбест», в 1978 году проблемы с получением асбеста ещё более усложнились, что послужило прекращению работы четвёртой линии предприятия. Тем не менее велись работы по замене старой техники. Было введено дистанционное управление для бегунов и автоматизировано регулирование температуры трёх рекупираторов. Началось внедрение комплексной системы управления качеством производства на двух линиях. В 1979 году четвёртая линия всё также оставалась незадействованной, а из-за недополучения асбеста прекратила работу и вторая. Зато была проведена замена линий по выпуску шифера, смонтировано дистанционное управление бегунов № 7—12, создана система замкнутого оборота водоснабжения, благодаря чему прекратились сбросы производственных отходов в Бердь.
Несмотря на трудности с поставкой асбеста во второй половине 1970-х годов начинается модернизация волнировочно-стопирующего оборудования, ввод нового ГОСТа на производимые изделия и подготовка к выпуску продукции со Знаком качества.
В 1980 году старые ножницы для раскройки листов на одной из линий были заменены на ножницы гильотинного типа. С возобновлением поставок асбеста к работе приступили все шесть линий предприятия. В 1982 году увеличили склад для асбеста, а в 1983—1985 годах расширили место для складирования готовых изделий.
В течение десятой пятилетки (1976—1983) было введено 15 усовершенствований оборудования, проведено 119 мероприятий по организационно-техническим вопросам. Однако ряд трудностей препятствовал нормальной работе завода. В 1981 году объёмы производства начали снижаться по причине перебоев в электроснабжении, недостаточного обеспечения сжатым воздухом, поступления на завод низкокачественного цемента и дефицита квалифицированных сотрудников. В 1982 году спровоцированная недостатком жилья высокая текучесть кадров стала причиной семидесятипроцентной замены опытных работников людьми с недостаточной квалификацией. Для преодоления этой проблемы директор завода П. П. Сенников добился финансирования постройки двух жилых зданий. Также к 1984 году решили построить новый цех, а к 1986 году — установить в нём две линии, каждая из которых была рассчитана на производство 55 млн листов в год.
В 1984 году директором завода стал В. Г. Зиновьев. В IV квартале 1986 года был введён 216-квартирный дом. В 1987 году для лучшей сохранности изделий на складе была введена новая карта раскладки, а также замена схемы погрузки в вагоны. Начали использовать многооборотную тару — кассеты для перевозки продукции в полувагонах.
К 1990 году завершилась модернизация I, II, IV, V и VI линий.
В 1991 году предприятие произвело максимальное число изделий — 213 614 000.
В 1992 году реконструирована линия № 3, а в декабре этого года был сдан 160-квартирный дом. Объём производства составил 208,2 млн у. п.
В марте 1993 года начались трудности с поступлением цемента из-за прекращения работы первой площадки Чернореченского цементного завода. В ноябре этого года в связи с полной остановкой производства на цементном заводе прекратился и выпуск шифера.
В зимнее время руководству пришлось отключить системы теплоснабжения. Технологическая линия № 1 была демонтирована. Завод перешёл на сезонный график и действовал лишь в период спроса на его продукцию (апрель—октябрь), зимой же рабочие были вынуждены брать длинные отпуска.
2 июля 1994 года предприятие было акционировано и получило название АООТ «Чернореченский завод асбестоцементных изделий». Руководитель завода стал назначаться посредством выборов. В мае 1995 года во время годового собрания акционеров директором была избрана Раиса Ильинична Полянская, работавшая прежде на заводе юрисконсультом, позднее — начальником отдела сбыта.
1 октября 1996 года завод перерегистрирован в ОАО «Искитимский шиферный завод». Изучался способ преодоления производственного кризиса. Когда в строительной сфере появился спрос на плоский шифер, была модернизирована шестая линия для выпуска именно этого вида продукции.
В 1998 году завод действовал лишь пять месяцев, но работа всё же оплачивалась, благодаря чему удалось сохранить трудовой коллектив.
В 1999 году с возобновлением работы двух технологических линий появился шанс восстановить производство. Зимой удалось наладить и теплоснабжение. Однако работа велась по-прежнему в сезонном режиме. В этом году было выпущено 45 млн плиток.
До 2000 года три линии завода прошли поэтапно восстановление и модернизацию, что послужило увеличению производства. Узлы с запчастями для ремонтных работ и реконструкции доставляли из Белоруссии. Уже к августу 2001 года были введены три технологических линии, планировался запуск четвёртой и пятой. В 2000 году произведено 66 млн плиток.
Заказчики вновь стали проявлять интерес к изделиям шиферного завода. За продукцией начали приезжать машины из городов Новосибирской области, Омска, Алтайского края и Восточной Сибири. В 2001 году предприятие стало сотрудничать с «Амурснабсбытом», начались поставки шифера вагонами в Якутию и на Дальний Восток.
В 2002 году искитимский плоский и волнистый шифер был представлен на ярмарке в Новокузнецке, где был заключён договор с новокузнецкой компанией «Кузбасс-Эко». Договорились и со службой заказчика из Междуреченска. Началась транспортировка изделий в Кемерово. В этом же году была организована ярмарка в Искитиме, на которой, кроме волнистого и плоского шифера, были экспонированы и новые виды заводской продукции — покрытая каменной крошкой фасадная панель и разноцветный шифер. С 12 по 14 февраля 2002 года завод участвовал в промышленной ярмарке в Новосибирске, здесь искитимской продукцией заинтересовались представители предприятий из Кузбасса, Алтая, Новосибирска и северных регионов Сибири.
В 2003 году создан проект новой автономной газовой котельной, реконструирован отстойник повторного водоснабжения, модернизирован шиферный цех, заключён договор на поставку цемента с Топкинским цементным заводом.
В 2007 году приобретена линия по изготовлению новой для завода продукции — профнастила, металлочерепицы и необходимых для монтажа кровли комплектующих.